# HMS Cressy (1899)
HMS Cressy – brytyjski krążownik pancerny, pierwsza jednostka typu Cressy.
Zwodowany 4 grudnia 1899 roku, wszedł do służby 28 maja 1901 roku.
W czasie I wojny światowej służy w 7. Eskadrze Krążowników Morza Północnego, 28 sierpnia 1914 roku w siłach zabezpieczających w Bitwie pod Helgolandem.
Zatopiony 22 września 1914 przez niemiecki okręt podwodny U-9, razem z bliźniaczymi krążownikami HMS "Aboukir" i HMS "Hogue".